# Implode
Implode est un algorithme de compression de données sans perte qui couple l'algorithme LZ77 et le codage de Shannon-Fano. Il était l'algorithme privilégié par l'archiveur PKZIP pour la création d'archives au format ZIP entre 1989 et 1993, avant d'être supplanté par l'algorithme deflate de Phil Katz,.